# 洛陽東駅
洛陽東駅（らくようひがしえき、中文表記: 洛阳东火车站、英文表記: Luoyang East Railway Station）は、中華人民共和国河南省洛陽市瀍河回族区大同路にある中国鉄路総公司（CR）鄭州鉄路局が管轄する駅である。

## 駅構造
単式ホーム1面、島式ホーム1面を持つ地上駅である。駅西側の隴海線起点より692.469mの場所に洛陽駅と共用の操車場がある。

## 所属路線
- 中国鉄路総公司
  - 隴海線：連雲駅起点より691km、蘭州駅終点まで1,068km
  - 焦柳線：月山駅起点より119km、柳州駅終点まで1,532km[3]

## 利用状況
本駅は隴海線、焦柳線の旅客、貨物を扱う一等駅で、2010年4月現在、各種別を含め毎日40本弱の旅客列車が発着する。

## 歴史
- 1908年（光緖34年） - 開業した[5]。
- 2005年 - 洛陽駅との間に操車場を作った[2]。

## 隣の駅
中国鉄路総公司
隴海線
白馬寺駅 - 洛陽東駅 - 洛陽駅
焦柳線
楊文駅 - 洛陽東駅 - 関林駅